# Lengyel (Ungarn)
Lengyel (deutsch Lendl) ist eine Gemeinde im Komitat Tolna, im Kleingebiet Bonyhád.

## Lage
Lengyel ist der höchstgelegene Ort im Komitat Tolna und liegt zwischen Bonyhád und Dombóvár.

## Geschichte
Nach dem Zweiten Weltkrieg wurden 1945 in Lengyel über 12.000 Ungarndeutsche in einem Internierungslager in Lengyel gefangengehalten. Während der Zeit ihrer Gefangenschaft wurden ihre Häuser bzw. Höfe von Ungarn in Besitz genommen. Ganze bis dahin von Donauschwaben (Banater Schwaben ?) bewohnte Dörfer wurden so entvölkert. Szekler-Ungarn wurden dort angesiedelt. Viele der Gefangenen waren Frauen und Kinder (die Männer bzw. Väter waren in Kriegsgefangenschaft oder gefallen).

## Sehenswürdigkeiten
- Schloss Appony aus dem 18. Jahrhundert mit einem 22 Hektar umfassenden Park
- Das alte Schloss Appony beherbergt heute die Post und den Kindergarten.
- Apponyi-Keller (Apponyi pince)
- Kindergartenmuseum (Óvodamúzeum)
- „Schweizerei“ (Svájceráj ), ein nach Schweizer Muster erbauter Stall aus dem 19. Jahrhundert
- „Annabad“ (Annafürdő), ein 100 Hektar umfassender Parkwald[2]
- Sánci-tető, ein Relief mit der Darstellung „Schönes Panorama auf das Kaposvölgye“ (szép panoráma a Kaposvölgyére)

Regelmäßige Veranstaltungen:
- Annabál („Annaball“)
- Pollen Ifjúsági Rockfesztivál („Pollen Jugend-Rockfestival“)[3]

Bilder
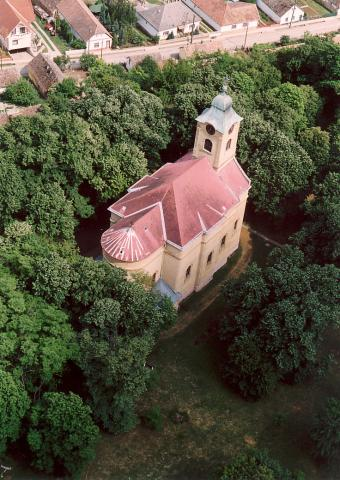
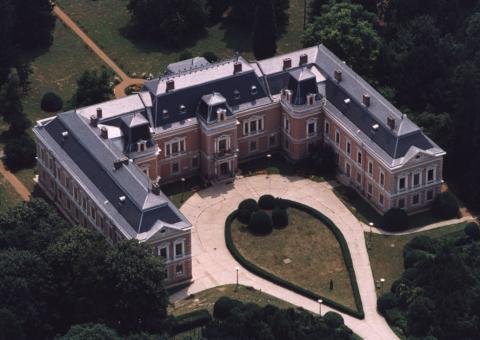

## Persönlichkeiten
- Graf Sándor Apponyi (* 19. Januar 1844 in Paris; † 18. April 1925 in Lengyel), Kunstsammler, Diplomat, Bibliograph und Mitglied der Ungarischen Akademie der Wissenschaften
- János Bogdán (* 7. April 1963 in Görgeteg; † 9. Januar 1999), erster Schuldirektor mit Roma-Herkunft in Europa, Mitgründer des Gandhi-Gymnasiums
- Bischof József Cserháti (* 19. April 1914 in Lengyel; † 12. April 1994 in Pécs)
- Mór Wosinsky (* 28. März 1854 in Tolna; † 22. Februar 1907 in Szekszárd), Abt der Kirchengemeinde, Historiker und Mitglied der Ungarischen Akademie der Wissenschaften